# One of the Family
One of the Family è un film del 1924, diretto da Scott Pembroke con Charley Chase.
Il film fu distribuito il 27 gennaio 1924